# لورانت ديوتسش
لورانت ديوتسش (بالفرنسية: Lorànt Deutsch)‏ هو كاتب وممثل فرنسي، ولد في 27 أكتوبر 1975 في فرنسا.

## وصلات خارجية
- لورانت ديوتسش على موقع IMDb (الإنجليزية)
- لورانت ديوتسش على موقع روتن توميتوز (الإنجليزية)
- لورانت ديوتسش على موقع ألو سيني (الفرنسية)
- لورانت ديوتسش على موقع أول موفي (الإنجليزية)
- لورانت ديوتسش على موقع قاعدة بيانات الأفلام السويدية (السويدية)
- لورانت ديوتسش على موقع قاعدة بيانات الفيلم (الإنجليزية)
- لورانت ديوتسش على موقع كينوبويسك (الروسية)